# Wydział Inżynierii Lądowej, Środowiska i Geodezji Politechniki Koszalińskiej
Wydział Inżynierii Lądowej, Środowiska i Geodezji Politechniki Koszalińskiej – jeden z sześciu wydziałów Politechniki Koszalińskiej.

## Kierunki kształcenia
Dostępne kierunki:
- Budownictwo (studia I i II stopnia)
- Geodezja i Kartografia (studia I i II stopnia)
- Geoinformatyka (studia II stopnia)
- Inżynieria Środowiska (studia II stopnia)
- Ochrona Klimatu (studia I stopnia)
- Sieci i Instalacje Budowlane (studia I stopnia)

## Władze Wydziału
W kadencji 2024–2028:
| Stanowisko                 | Imię i nazwisko                 |
| -------------------------- | ------------------------------- |
| Dziekan                    | prof. dr hab. inż. Jacek Domski |
| Prodziekan ds. kształcenia | dr inż. Mariusz Ruchwa          |
| Prodziekan ds. studenckich | dr inż. Michał Piątkowski       |

## Struktura organizacyjna

### Katedry
| Katedra                                                    | Kierownik                                   |
| ---------------------------------------------------------- | ------------------------------------------- |
| Katedra Geodezji i Geoinformatyki                          | dr hab. inż. Marcin Jagoda, prof. PK        |
| Katedra Geotechniki, Budownictwa Drogowego i Hydrotechniki | prof. dr hab. inż. Leszek Kaczmarek         |
| Katedra Technologii Wody, Ścieków i Odpadów                | prof. dr hab. Kazimierz Szymański           |
| Katedra Konstrukcji Betonowych i Technologii Betonu        | prof. dr hab. inż. Wiesława Głodkowska      |
| Katedra Mechaniki Budowli                                  | dr inż. Marek Nowakowski                    |
| Katedra Budownictwa i Materiałów Budowlanych               | dr hab. inż. Jacek Domski, prof. PK         |
| Katedra Konstrukcji Metalowych                             | dr hab. inż. Monika Matuszkiewicz, prof. PK |
| Katedra Matematyki                                         | dr Igor Kierkosz                            |
| Katedra Sieci i Instalacji Budowlanych                     | prof. dr hab. inż. Alexander Shkarovskiy    |

### Pozostałe jednostki
| Jednostka                                                 | Kierownik                       |
| --------------------------------------------------------- | ------------------------------- |
| Laboratorium Fotogrametrii, Teledetekcji i Geoinformatyki | dr inż. Tomasz Oberski          |
| Laboratorium Geodezji                                     | dr inż. Krzysztof Deska         |
| Laboratorium Materiałów i Konstrukcji Budowlanych         | dr inż. Mateusz Zakrzewski      |
| Laboratorium Gospodarki Wodnej                            | prof. dr hab. inż. Tomasz Heese |
| Pracownia Komputerowa                                     | mgr inż. Włodzimierz Szewel     |